# オンドジェイ・ソセンカ
オンドジェイ・ソセンカ (Ondřej Sosenka 1975年12月9日 - ) は、チェコの自転車競技選手。2005年7月19日にロシアのモスクワで49.700km/hのアワーレコードを樹立し、9年以上記録を破られなかったことで知られる。
非常に大柄な選手で身長は200cm、体重は83~90kg、トラックレーサーのクランク長は190mmであった。
2008年6月、チェコ選手権個人タイムトライアルでメタンフェタミンのドーピング陽性反応により出場停止処分を受け、そのまま引退した。